# Altenbach (Schriesheim)

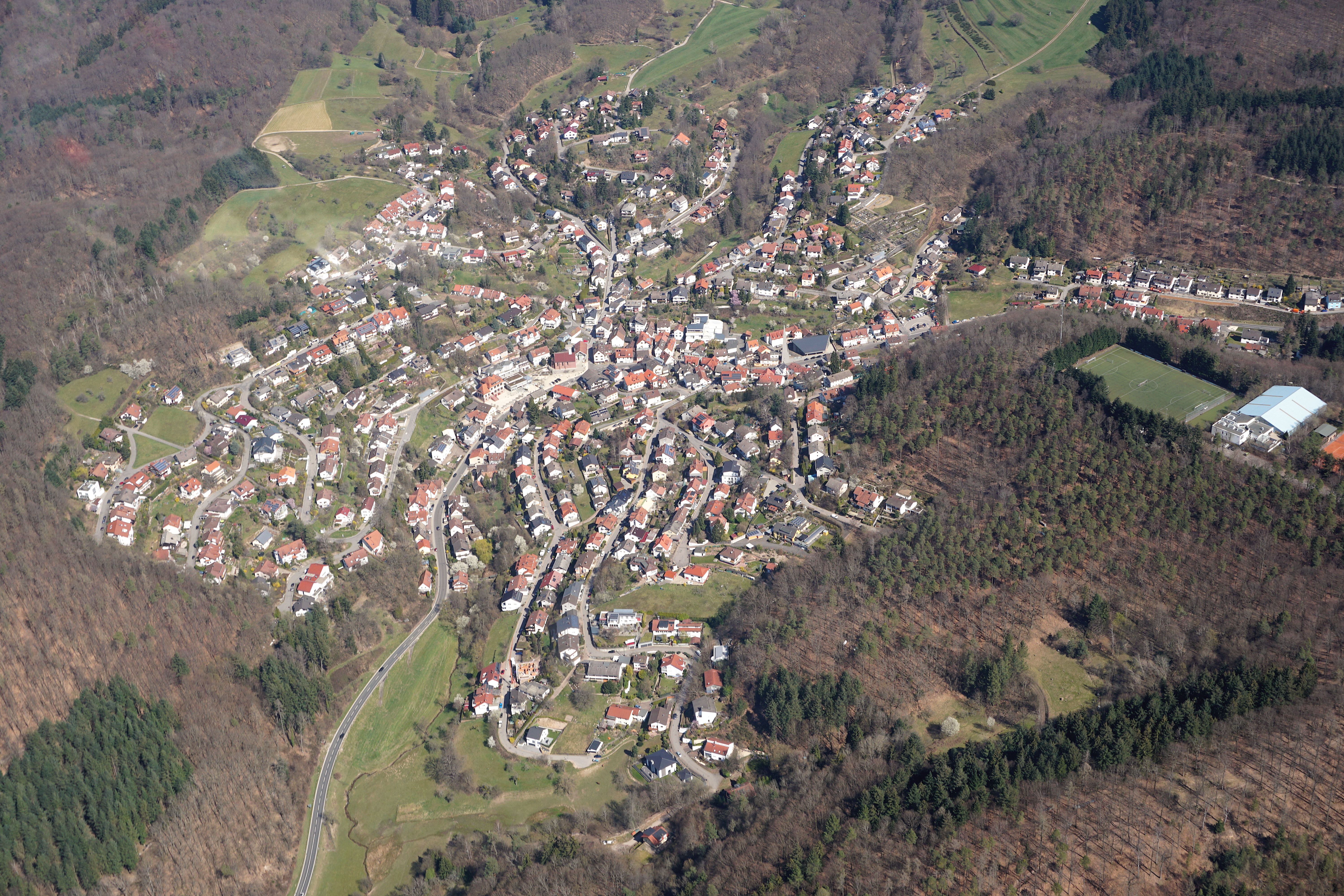
Ortsteil Altenbach der Gemeinde Schriesheim Ende März 2021

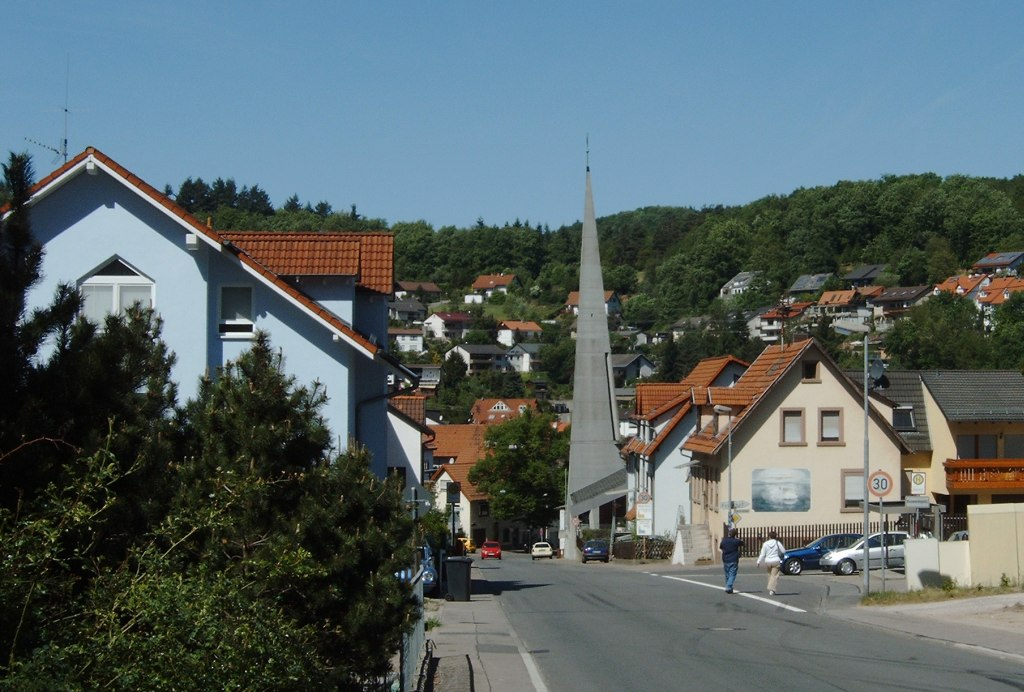
Altenbach

Altenbach im Odenwald war bis 1971 eine selbständige Gemeinde und ist seitdem Stadtteil von Schriesheim im baden-württembergischen Rhein-Neckar-Kreis. Altenbach liegt im westlichen Odenwald auf einer Höhe von 283 m ü. NN. Altenbach hat 2.724 (Stand 2023) Einwohner.

## Geschichte
Altenbach wurde erstmals 1401 urkundlich erwähnt. Die Entstehung des Orts ist auf das Ende des 12. Jahrhunderts oder das 13. Jahrhundert anzusetzen und erfolgte als Rodungssiedlung von Schriesheim aus im Zusammenhang mit dem hochmittelalterlichen Landesausbau. Die Besiedlung ging damals von den Herren von Hirschberg-Strahlenberg aus. Der Ort war zunächst ein Lehen des Hochstifts Worms und gelangte bei einem Gebietstausch 1705 zur Kurpfalz. Ab 1726 wurde in Altenbach Schule gehalten. Der Ort erhielt 1745 eine eigene Markung. Ab 1803 gehörte die Ortschaft zu Baden. Die Bevölkerung von Altenbach verdingte sich ursprünglich fast ausschließlich mit der Wald- und Landwirtschaft als Holzfäller, Köhler oder Kleinbauern, außerdem als Steinmetze in den umliegenden Steinbrüchen. Bereits im 19. Jahrhundert wandelte sich die Erwerbsstruktur, so dass der Ort auch Wohnort für Maurer, Gipser und Zimmerleute wurde, die ihre Arbeitsstellen in den Städten und Gemeinden der nahen Rheinebene hatten, wohin ein oft stundenlanger Fußmarsch führte. Erst in den 1920er Jahren wurde der Ort durch einen Linienbus an das öffentliche Verkehrsnetz angeschlossen. Der Ort hatte 1939 rund 600 Einwohner. Durch den Zweiten Weltkrieg nahm die Einwohnerzahl um rund 300 Personen zu, vor allem Evakuierte aus dem stark kriegsgeschädigten Mannheim sowie Heimatvertriebene aus dem Sudetenland und aus Ungarn. Nach einem nochmaligen starken Bevölkerungswachstum seit den 1960er Jahren, vor allem durch Zuzug von außen nach der Ausweisung großflächiger Neubaugebiete und der Erstellung eines Ortsbauplans durch das Landratsamt Heidelberg und die Gemeinde Schriesheim, hat sich die Bevölkerungszahl in den letzten Jahren stabilisiert, da keine neuen Baugrundstücke mehr ausgewiesen werden.
Am 1. Januar 1972 wurde Altenbach nach Schriesheim eingemeindet. Damit verbunden war auch der Wechsel vom Landkreis Heidelberg in den Landkreis Mannheim. Diese Zugehörigkeit währte aber nur ein Jahr, denn bereits zum 1. Januar 1973 wurde der Landkreis Mannheim aufgelöst und ging im neu gebildeten Rhein-Neckar-Kreis auf.
Mit dem Baubeginn des Branichtunnels 2012 und der Tunnelöffnung 2016 wurde ein Zukunftsprojekt verwirklicht, welches Altenbach mobiler macht und eine kurze Anbindung zu den umliegenden Städten ermöglicht.
Altenbach verfügt über zwei Kirchen, die Evangelische Johanneskirche und die Katholische Kirche Sankt Michael, ein Café (betrieben vom Förderverein Johannesgemeinde Altenbach e. V.), mehrere Physiotherapeuten, einen Schreibwarenladen, ein Friseurgeschäft, einen Zahn- und Hausarzt, sowie eine Grundschule und einen Kindergarten.
Darüber hinaus gibt es ein reges Vereinsleben. Die Sportanlage MOVEplus Gesundheitszentrum beherbergt eine Fitness- und Freizeitanlage mit Tennis-, Squash- und Badmintonplätzen, Rehasport und einer Lounge. Es gibt auf der Kipp einen Fußballplatz vom TV Altenbach 1972, den Trainingsplatz des Motorsportclubs Altenbach e. V. sowie ein Schützenhaus des Schützenverein Altenbach 1909, mit Luftgewehranlage und einer Bogenaußenanlage (bis 50 m).
Im Jahr 2016 bekam der Ortsmittelpunkt im Rahmen der Sanierung und des Umbaus der Schriesheimer Johanneskirche ein neues Gesicht und erfreut seit dem Kinder (künstlicher Bachlauf zum Spielen) und Erwachsene (Boule-Bahn). Weiterhin wurde der angrenzende Schulhof sowie der Bereich der evangelischen Kirche in den Ortsmittelpunkt integriert, sodass diese fließend ineinander übergehen. Das einladend gestaltete Areal mit dem Schulhof der Grundschule Altenbach bietet Möglichkeiten zum Verweilen und wird unter anderem für Aktivitäten der Gemeinde und der Vielzahl von Vereinen genutzt.
Am 10. Mai 2023 wurde im Bundesland Baden-Württemberg der nunmehr siebte Ruhe-Forst in Schriesheim-Altenbach, auf der Kipp, feierlich eröffnet.
Wohl einer der bekanntesten zugezogenen „Altenbacher“ ist Hasso Plattner.

### Einwohnerentwicklung
Neben bischöflichen Einwohnern gab es pfälzische Einwanderer, vor allem der Kellereien Waldeck und Lindenfels.
| Jahr          | 1496 | 1777 | 1818 | 1834 | 1852 | 1875 | 1905 | 1925 | 1939 | 1950 | 1961 | 2015 | 2022 |
| ------------- | ---- | ---- | ---- | ---- | ---- | ---- | ---- | ---- | ---- | ---- | ---- | ---- | ---- |
| Altenbach     | 180  | 277  | 419  | 485  | 537  | 569  | 598  |      |      | 850  | 1043 | 1900 | 1818 |
| Kohlhof       | -    | -    | 21   | 25   | 19   | 22   | 20   | -    | -    | 28   | 36   | -    | 44   |
| Röschbach     | -    | -    | 12   | 15   | 9    | 8    | 6    | -    | -    | 11   | 10   | -    | 19   |
| Hohenöd       | -    | -    | 19   | 19   | -    | -    | -    | -    | -    | -    | -    | -    | -    |
| Ringes        | 45   | -    | 16   | 21   | -    | -    | -    | -    | -    | -    | -    | -    | -    |
| Hinterheubach | 45   | -    | 20   | 19   | 22   | 21   | 21   | 20   | -    | -    | -    | -    | -    |

## Klima
Das Klima in Altenbach ist deutlich kühler als in der nur wenige Kilometer westlich befindlichen Oberrheinischen Tiefebene. Mit einer Jahrestemperatur von 7,7 °C ist es im Schnitt 2,5 °C kälter als in der Rheinebene. Auch die jährliche Niederschlagsmenge ist mit 1005 mm deutlich höher. Im Jahr gibt es rund 50 Schneetage. Und auch die Schneehöhen, die auch 45 cm erreichen können, sind deutlich höher.
| Monatliche Durchschnittstemperaturen und -niederschläge für Altenbach (450 m) \| \| Jan \| Feb \| Mär \| Apr \| Mai \| Jun \| Jul \| Aug \| Sep \| Okt \| Nov \| Dez \| \| \| \| Temperatur (°C) \| −1,3 \| −0,0 \| 3,4 \| 7,4 \| 11,9 \| 15,1 \| 17,0 \| 16,3 \| 12,8 \| 7,9 \| 2,7 \| −0,3 \| Ø \| 7,7 \| \| Niederschlag (mm) \| 82 \| 70 \| 82 \| 77 \| 97 \| 104 \| 93 \| 82 \| 64 \| 77 \| 88 \| 89 \| Σ \| 1005 \| |      |      |     |     |      |      |      |      |      |     |     |      |   |      |
| | Jan  | Feb  | Mär | Apr | Mai  | Jun  | Jul  | Aug  | Sep  | Okt | Nov | Dez  |   |      |
| Temperatur (°C) | −1,3 | −0,0 | 3,4 | 7,4 | 11,9 | 15,1 | 17,0 | 16,3 | 12,8 | 7,9 | 2,7 | −0,3 | Ø | 7,7  |
| Niederschlag (mm) | 82   | 70   | 82  | 77  | 97   | 104  | 93   | 82   | 64   | 77  | 88  | 89   | Σ | 1005 |

## Wappen
Die Blasonierung des Wappens lautet: In Blau aus dem Schildrand wachsend ein fußgespartes silbernes Kolbenkreuz. Es geht zurück auf ein Siegel aus dem Jahr 1752. Die Farben erinnern an die ehemalige Zugehörigkeit zur Kurpfalz.